# 1428-as busz
Az 1428-as jelzésű autóbusz egy országos autóbuszjárat volt, ami Nyíregyházát kötötte össze Egerrel.
Útvonalának hossza 142,8 km, menetideje Eger felé felé 2 óra 55 perc, Nyíregyháza felé 3 óra 5 perc volt.
Naponta kettő járatpár szállította az utasokat.
A 2024. augusztus 17-ei menetrend módosításokkal a Volánbusz megszüntette az autóbuszvonalat.

## Megállóhelyei
| 0  | Nyíregyháza, autóbusz-állomás végállomás | 23 | 1, 1A, 2, 3, 3A, 4, 4Y, 7, 8, 8A, 10, 10J, 10Y, 12, 14, 14F, 15, 18, 20, 21, 22, 24, 25, 25A, 27, 29, 30, 30A, 44, 90, 90E, 91, 93, 93E, 95, 95E, 95L, 96, H30, H31, H32, H35, H40, 900, 901, 902 1369, 1370, 1426, 1427, 1446, 1449 3877, 3881, 4200, 4201, 4202, 4203, 4205, 4206, 4207, 4208, 4209, 4210, 4211, 4212, 4213, 4214, 4215, 4216, 4217, 4218, 4219, 4220, 4221, 4222, 4224, 4225, 4231, 4232, 4233, 4234, 4235, 4236, 4237, 4238, 4239, 4240, 4241, 4242, 4243, 4248, 4250, 4253, 4271, 4281, 4282, 4290, 4291, 4304, 4381                                                                  |
| 1  | Nyíregyháza, Szakiskola és Kollégium     | 22 | 19, 27, 28, 29, 92, 93, 95L, H40, 900, 901, 902 1369, 1370, 1426, 1427 4239, 4240, 4241, 4248 |
| 2  | Kálmánháza, cseretelep                   | 21 | 1369, 1446 4235 |
| 3  | Hajdúnánás, autóbusz-váróterem           | 20 | 1369, 1446 3952, 4466, 4467, 4482, 4488, 4491 |
| 4  | Hajdúnánás, gyógyfürdő                   | 19 | 1369 4466 |
| 5  | Hajdúnánás, autóbusz-váróterem           | 18 | 1369, 1446 3952, 4466, 4467, 4482, 4488, 4491 |
| 6  | Királydomb                               | 17 | 1369 4488 |
| 7  | Lenintanya bejárati út                   | 16 | 1369 4488 |
| 8  | Polgár, autóbusz-váróterem               | 15 | 1055 1369, 1370, 1372, 1373, 1374, 1410, 1426, 1427, 1450 3739, 3952, 3960, 4240, 4241, 4463, 4482, 4484, 4488 |
| 9  | Tiszaújváros, bejárati út                | 14 | 2 1369, 1370, 1372, 1410, 1426, 1427, 1450 3731, 3733, 3737, 3739, 3744, 3745, 3952, 3960, 3963, 3964, 3965, 3966, 3968, 3970, 3971, 3975, 4008, 4240, 4241, 4484 |
| 10 | Tiszaújváros, autóbusz-állomás           | 13 | 1, 1A, 2, 3 1055 1369, 1370, 1372, 1373, 1374, 1410, 1426, 1427 3731, 3733, 3737, 3739, 3744, 3745, 3752, 3952, 3960, 3963, 3965, 3966, 3967, 3968, 3969, 3970, 3971, 3974, 3975, 4008, 4009, 4240, 4241, 4484 |
| 11 | Sajószöged, községháza                   | 12 | 1369, 1370, 1372, 1426, 1427 3734, 3737, 3739, 3744, 3745, 3752, 3966, 3967, 3968, 3969, 3971, 4009 |
| 12 | Nagycsécs, posta                         | 11 | 1369, 1370, 1372, 1426, 1427 3734, 3737, 3739, 3744, 3745, 3752, 3971, 4009 |
| 13 | Mezőkövesd, autóbusz-állomás             | 10 | 1, 2B, 3 1344, 1375, 1377, 1426, 1427, 1447, 1448, 1468 3406, 3416, 3418, 3419, 3749, 4001, 4006, 4007, 4008, 4010, 4011, 4014, 4015, 4016, 4019, 4023, 4026, 4030, 4157 személyvonat, InterRégió, Ezüstpart expresszvonat, Hernád-Zemplén InterCity, Borsod InterCity, Tokaj InterCity |
| 14 | Mezőkövesd, SZTK rendelőintézet          | 9  | 1, 2B, 3 1344, 1375, 1377, 1426, 1427, 1447, 1448, 1468 3406, 3416, 3418, 3419, 3749, 4001, 4006, 4007, 4008, 4009, 4010, 4011, 4014, 4015, 4016, 4018, 4019, 4023, 4026, 4030, 4157 |
| 15 | Mezőkövesd, Váci Mihály utca             | 8  | 1, 2 1050, 1344, 1380, 1426, 1427, 1447, 1448, 1468 3406, 3419, 4011, 4015, 4018, 4021, 4022, 4157 |
| 16 | Andornaktálya, Szociális Otthon          | 7  | 1343, 1344, 1346, 1380, 1381, 1426, 1427, 1447, 1448, 1468 3405, 3414, 3423, 3424, 3426, 3431, 3435, 3436, 4014, 4015, 4018, 4021, 4157 |
| 17 | Andornaktálya, Községháza                | 6  | 1344, 1381, 1426, 1427 3405, 3414, 3423, 3424, 3426, 3431, 3435, 3436, 4014, 4015, 4018, 4021, 4157 |
| 18 | Andornaktálya, iskola                    | 5  | 1343, 1344, 1346, 1380, 1381, 1426, 1427, 1447, 1448, 1468 3405, 3414, 3423, 3424, 3426, 3431, 3435, 3436, 4014, 4015, 4018, 4021, 4157 |
| 19 | Eger, Kistályai út                       | 4  | 1344, 1380, 1381, 1426, 1427, 1447, 1448, 1468 3405, 3414, 3423, 3424, 3426, 3431, 3435, 3436, 4014, 4015, 4018, 4021, 4157 |
| 20 | Eger, Erzsébet-völgy                     | 3  | 4, 5 1381, 1426, 1427 3405, 3424, 3426, 3431, 3435, 4014, 4015, 4018, 4021 |
| 21 | Eger, ZF Hungária Kft.                   | 2  | 4, 5 1343, 1344, 1346, 1380, 1381, 1426, 1427, 1447, 1448, 1468 3405, 3424, 3426, 3431, 3435, 4014, 4015, 4018, 4021 |
| 22 | Eger, Hadnagy utca                       | 1  | 2, 2A, 3A, 4, 5, 5A, 6, 16, 914 1343, 1344, 1346, 1380, 1381, 1426, 1427, 1448, 1447, 1448, 1468 3405, 3406, 3419, 3420, 3424, 3426, 3431, 3435, 4014, 4015, 4018, 4021 |
| 23 | Eger, színház                            | ∫  | 2, 2A, 7, 7A, 11, 12, 14, 14E, 17, 112 1053, 1054, 1343, 1344, 1346, 1348, 1362, 1381, 1426, 1427, 1447, 1468, 1517 3402, 3408, 3410, 3411, 3414, 3419, 3420, 3423, 3424, 3426, 3430, 3431, 3432, 3433, 3434, 3435, 3436, 3440, 3441, 3442, 3443, 3444, 3445, 3448, 3667, 4014, 4015, 4018, 4021, 4022, 4157 |
| 24 | Eger, autóbusz-állomás végállomás        | 0  | 2, 2A, 4, 5, 5A, 6, 7, 7A, 11, 12, 14, 14E, 16, 17, 112, 914 1049, 1050, 1051, 1053, 1054, 1343, 1344, 1346, 1347, 1348, 1349, 1351, 1352, 1362, 1380, 1383, 1402, 1426, 1427, 1447, 1448, 1466, 1468, 1517 3400, 3402, 3403, 3405, 3405, 3406, 3407, 3408, 3409, 3410, 3411, 3412, 3414, 3415, 3416, 3417, 3418, 3419, 3420, 3423, 3424, 3426, 3430, 3431, 3432, 3433, 3434, 3435, 3440, 3441, 3442, 3443, 3444, 3445, 3446, 3448, 3450, 3455, 3456, 3457, 3458, 3462, 3469, 3470, 3471, 3472, 3473, 3474, 3476, 3479, 3480, 3481, 3482, 3483, 3484, 3488, 3604, 3660, 3667, 4012, 4014, 4015, 4021, 4157 |